# São João das Missões
São João das Missões là một đô thị thuộc bang Minas Gerais, Brasil. Đô thị này có diện tích 675,089 km², dân số năm 2007 là 10769 người, mật độ 19,1 người/km².